# مستشفى بيليفو
مركز مستشفي بيليفو (بالإنجليزية: Bellevue Hospital Center)‏، هو أقدم مستشفى عام في الولايات المتحدة الأمريكية، تأسس في 31 مارس 1736، يقع مبناه بالجادة الأولى في مانهاتن بنيويورك.
يستقبل المستشفى ما يقرب من 460000 استشارة خارجية للمرضى الغير مقيمين، ما يقرب من 106000 زيارات طارئة وحوالي 30000 مريض بالمستشفى كل عام. أكثر من 80 في المائة من مرضى مستشفى بيليفو ينحدرون من الساكنة المحرومة من الخدمات الطبية بالمدينة.
يشغل المستشفى حاليا مركز لرعاية المرضى يتألف من 25 طابقا، مع وحدة للعناية المركزة، ومرفق للمرضى غير المقيمين. ويبلغ عدد العاملين في المستشفى حوالي 1200  طبيب معالج وحوالي 500 5 طبيب مقيم (في مرحلة التدريب).
أعيدت تسمية مستشفى بيليفو في نوفمبر 2015 كدليل على إعادة تسمية العلامة التجارية للمنظمة الأم.
احتل بيليفو في سنة 2014 المرتبة ال40 في منطقة مترو نيويورك، والمرتبة ال29 في مدينة نيويورك وفقا للشبكة الإعلامية الأمريكية يو إس نيوز آند وورد ريبورت.

## تاريخ

### التأسيس
يعود أصل مستشفى بيليفو إلى أول بيت «فقراء دائم» (جمعية خيرية غير هادفة للربح تهدف إلى تقديم الإغاثة والمساعدة للفقراء) في المدينة، مشيدا من الطوب ومكون من طابقين، تم إكمال بنائه في 1736 في المكان الحالي لمجلس بلدية مدينة نيويورك.
في سنة 1798، اشترت المدينة مزرعة «بيليفو»، على شكل عقار بالقرب من نهر إيست ريفير على بعد عدة أميال شمال المدينة المأهولة بالسكان، واستخدمتها لحجر المرضى خلال موجة تفشي مرض الحمى الصفراء.
عندما أنشئ نظام شبكة الشوارع في سنة 1811 أخذ تقرير مسح الأراضي المستشفى بعين الاعتبار، وفي وقت لاحق وضعت أول طريق على الشبكة أساسا نسبة إلى موقع بيليفو. فيسنة 1824 أخذ المستشفى رسميا اسم مستشفى بيليفو.
بحلول سنة 1787 قامت كلية الأطباء والجراحين في جامعة كولومبيا بتكليف مستشفى بيليفو بأعضاء هيئة التدريس وطلاب الطب بها. لتبقى هذه الشراكة سارية على مدى ال181 سنة المقبلة، إلى غاية إعادة هيكلة الانتماءات الأكاديمية لمستشفى بيليفو سنة 1968. في سنة 1819 بدأت هيأة تدريس جامعة نيويورك إجراء الدراسات السريرية بالمستشفى. في سنة 1849، افتتح أخيرا مدرج للتدريس السريري والجراحة.
في سنة 1861، تأسست «كلية طب مستشفى بيليفو»، وهي أول كلية طب في نيويورك؛ على ارتباط بالمستشفى.
في سنة 1873، افتتحت أول مدرسة تمريض في البلاد على أساس مبادئ فلورنس نايتينجيل في مستشفى بلفيو، تليها فيما بعد أول عيادة للأطفال في البلاد سنة 1874، ثم أول جناح طوارئ في البلاد في سنة 1876؛ كما تمت إقامة نزل للمجانين -هذا النهج الذي اعتبر ثوريا في ذلك الوقت- داخل أراضي المستشفى في سنة 1879. لهذا السبب يستخدم اسم «بيليفو» أحيانا كمرادف لمستشفيات الأمراض النفسية. بدأ مستشفى بيليفو برنامج التدريب في الدراسات الطبية العليا سنة 1883؛ ولا يزال بيليفو  لغاية اليوم نموذجا للتدريب الجراحي في جميع أنحاء العالم.
بعد عام من ذلك تم تأسيس «مختبر كارنيجي».الذي هو أول مختبر في علم الأمراض والجراثيم في البلاد، تلته أول مدرسة تمريضية للذكور في سنة 1888. بحلول سنة 1892، أنشأ بيليفو وحدة مخصصة للمدمنين على الكحول.

### إعادة تنظيم المدينة
أثناء منتصف فترة انتشاء وباء السل، تأسست خدمة الصدر. ثم تبعها افتتح  أول عيادة قلبية في البلاد سنة 1911، تلاها أول جناح في نصف الكرة الأرضية الغربي خاث بالاضطرابات الأيضية في سنة 1917. وبحلول سنة 1918 افتتح «مكتب كبير الفاحصين الطبيين في مدينة نيويورك» بالطابق الثاني لمبنى المستشفي.
«بي إس 106»، هي أول مدرسة عامة للأطفال المضطربين عاطفيا تقع في مستشفى عام، تم افتتاحها سنة 1935  في بيليفو.
في سنة 1939، وبتكليف من «إدارة مشاريع العمل» بدأ ديفيد مارغوليس العمل على تسعة من المشاريع الجدارية بمدخل البناء الدائري للمستشفى بعنوان «مواد الاسترخاء»، والتي انتهى من إنجازها في سنة 1941.في نفس العام أصبح بيليفو موقعا لأول وحدة كوارث في العام؛ بعد عام من ذلك، تم إنشاء أول مختبر للقلب الرئوي في العالم في بيليفو من قبل أندريه كورنان وديكنسون ريتشاردس، كما تم أيضا افتتاح أول عيادة طبية في البلاد خاصة بمرضى قصور القلب، عمل بها يوجين برونوالد في سنة 1952. في سنة 1960، انتقل مكتب كبير الفاحصين الطبيين من الطابق الثاني إلى مبنى جديد له في الجادة الأولى، ولكنه بقي محافظا على علاقاته الوثيقة مع بيليفو. في سنة 1962، أنشأت بيليفو أول وحدة للعناية المركزة في مستشفى البلدية. بحلول سنة 1964، تم تعيين بيليفو كمستشفى احتياطي لعلاج الرؤساء الزائرين، الشخصيات البارزة الأجنبية، وديبلوماسيي الأمم المتحد. في سنة 1970، انضم بيليفو إلى «هيئة هيئة المرافق الصحية والمستشفيات لمدينة نيويورك» (New York City Health and Hospitals Corporation) كواحد من أقوى 11 مستشفى للرعاية.
في سنة 1981، تم اعتماد بيليفو كمحطة رسمية للحالات القلبية الطارئة.
بحلول سنة 1983 اعتمد كمركز الصدمة من أجل توفير الرعاية للمرضى الذين يعانون من إصابات كبيرة بسبب السقوط، اصطدام السيارات أو جروح طلقات نارية. اما في سنة 1988 فقد اعتمد عليه كمركز لإصابات الرأس والحبل الشوكي.
في سنة 1990، أنشأ المستشفى برنامجا تدريبيا معتمدا للإقامة في تخصص طب الطوارئ.
وفي سنة 1998، اعيد استخدام المبنى الذي كان فيما مضى كمرفق للأمراض النفسية بالمستشفى، حيث أصبح كمأوى وملجأ للمشردين.
بدأ نشر مجلة بيليفو الأدبية، التي هي أول مجلة أدبية تصدر من مركز طبي في سنة 2001.
بعد ان ضرب إعصار ساندي مدينة نييورك شهر أكتوبر من سنة 2012، تم إجلاء جميع المرضى بسبب الفيضانات التي غمرت مولدات القبو وتسببت بانقطاع التيار الكهربائي.

## روابط خارجية
- الموقع الإلكتروني الرسمي